# Anne Manson
Anne Manson   (Cambridge, 1961) és una directora d'orquestra i òpera nord-americà.
Manson va ser directora musical de la Kansas City Symphony del 1999 al 2003, i actualment és directora musical de l'Orquestra de Cambra de Manitoba. El 1994 es va convertir en la primera dona a dirigir la Filharmònica de Viena al Festival de Salzburg, dirigint l'òpera Borís Godunov de Modest Mussorgsky amb l'aclamació de la crítica.

Manson va estudiar Pre-med a la Universitat Harvard abans de passar a la música, després va estudiar música amb una beca completa al Royal College of Music de Londres; allà es va convertir en directora d'orquestra. Va ser directora de l'Òpera de Mecklenburgh a Londres del 1988 al 1996, i després va ser assistent de Claudio Abbado. Ha dirigit com a convidada la "Royal Swedish Opera"", Los Angeles Philharmonic, London Philharmonic Orchestra, Saint Paul Chamber Orchestra, San Francisco Opera, Washington National Opera i molts altres conjunts. Ha publicat quatre enregistraments, tres d'ells centrats en obres de Philip Glass.